# Am alten Floßgraben
Das Naturschutzgebiet Am alten Floßgraben liegt im Vogtlandkreis in Sachsen. Es erstreckt sich nördlich von Hammerbrücke, einem Ortsteil der Gemeinde Muldenhammer. Am westlichen und nördlichen Rand des Gebietes fließt der Alte Floßgraben, am östlichen Rand verläuft die S 302. Südöstlich direkt anschließend erstreckt sich das 94,34 ha große Naturschutzgebiet Muldenwiesen und etwas weiter östlich fließt die Zwickauer Mulde.

## Bedeutung
Das 92 ha große Gebiet mit der NSG-Nr. C 57 wurde im Jahr 1993 unter Naturschutz gestellt.